# Sabine (film)
Pour plus de détails, voir Fiche technique et Distribution.
Sabine est un film français réalisé par Philippe Faucon et sorti en 1992.

## Synopsis
Lycéenne, Agnès quitte le domicile où elle vit avec son père alcoolique. D'abord hébergée par un ami d'ami, elle rencontre Jérôme et part vivre avec lui. Elle tombe enceinte et accouche d'un petit garçon, Mathieu. 
Mais la mère de Jérôme s'accapare le nouveau-né et Agnès, peu confiante dans ses capacités à s'occuper de son bébé, quittée par Jérôme, se retrouve seule. Hébergée par des amis toxicomanes, elle bascule dans la drogue puis la prostitution, sous le nom de Sabine. Elle se découvre séropositive. 
Quatre après, elle parvient à reprendre contact avec son enfant.

## Fiche technique
- Titre : Sabine
- Réalisation : Philippe Faucon
- Scénario : Philippe Faucon et William Karel, d'après La Vie aux trousses d'Agnès L'Herbier et Françoise Huart[1]
- Costumes et décors : Marie-France Argentino et Nathalie Raoul
- Photographie : Tomasz Cichawa
- Son : Didier Saïn
- Montage : Christian Dior
- Musique :  Benoît Schlosberg
- Producteur : Humbert Balsan
- Société de production : Ognon Pictures / La Sept
- Pays de  production :  France
- Durée : 93 minutes
- Date de sortie : France - 1992[2]
  - 3 mars 1993[3]

## Distribution
- Catherine Klein : Agnès / Sabine
- Mark Saporta : Jérôme
- Sylvia Haunetto : Nicole, la mère de Jérôme
- Corinne Debonnière : Liliane
- Frank Paitel : Fred
- Salvatore Caputo : Marco
- Reynald Lemarie : le père d'Agnès
- Etienne Julien : l'ami de Liliane
- Nora Limam : Nanou
- Johann Roch : Mathieu
- Sandrine Veysset : une fille à la discothèque